# Ars Mathematica Contemporanea
Ars Mathematica Contemporanea je strokovno recenzirana znanstvena revija, ki pokriva področje diskretne matematike v povezavi z drugimi vejami matematike. Izdaja jo Univerza na Primorskem (Slovenija) skupaj z Inštitutom za matematiko, fiziko in mehaniko ter Društvom matematikov, fizikov in astronomov Slovenije. Gre za časopis s t.i. diamantnim (platinastim) prostim dostopom, v katerem so članki objavljeni pod Creative Commons Attribution 4.0 licenco.
Od leta 2008 do leta 2024 je revija izhajala v tiskani in elektronski obliki. Od leta 2025 izhaja samo elektronsko.

## Povzetki in indeksiranje
Revijo indeksirajo naslednje baze: 
- Current Contents/Physical, Chemical & Earth Sciences
- Mathematical Reviews
- Science Citation Index Expanded
- Scopus
- Scimago
- zbMATH

Po poročanju Journal Citation Reports ima revija Ars Mathematica Contemporanea faktor vpliva 0,910 za leto 2018.
Med več kot 90 revijami iz Slovenije, ki jih pokriva Scimago, revija Ars Mathematica Contemporanea visoko kotira.